# Blohm & Voss BV 238

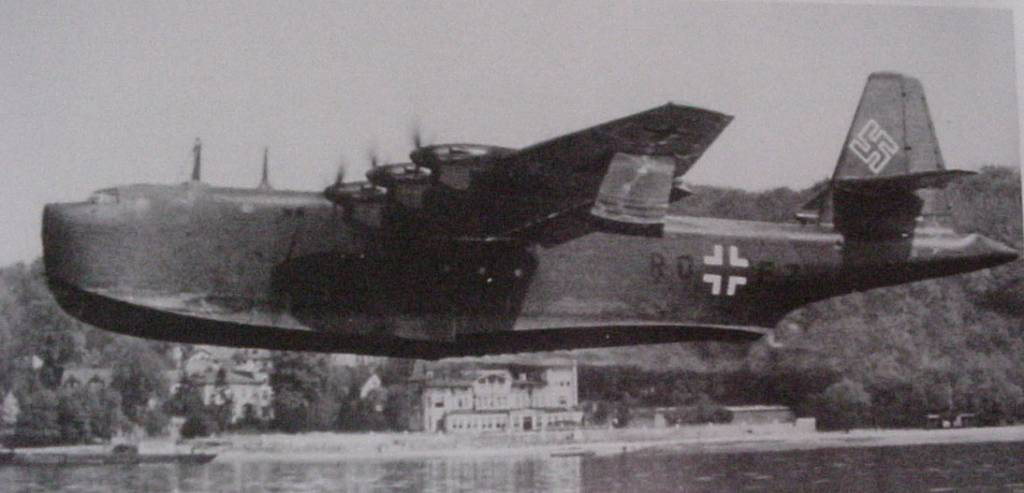
Blohm & Voss BV 238

Blohm & Voss BV 238 — немецкая летающая лодка, построенная во время Второй Мировой Войны. Это был самый тяжёлый самолёт, поднимавшийся когда-либо в воздух на момент своего первого полёта в 1944 году, и самый большой самолёт произведённый Странами «Оси» во Второй мировой войне.

## Концепт
Первый прототип совершил полёт в апреле 1944 года. Шесть двигателей Daimler-Benz DB.603 по 1,287 кВт (1750 л. с.) располагались в гондолах в передней части крыла. Охлаждающие радиаторы были помещены в подбородок под двигателями.
Из трёх прототипов лишь один был завершён постройкой

## Уничтожение
Единственный завершённый BV 238 был обстрелян и потоплен в доке на Шальзе. Далее источники расходятся.
По данным американских источников, BV 238 V1 был уничтожен при авианалёте в сентябре 1944 года самолётами P-51 Mustang из американской 361-й истребительной эскадрильи. Ведущий Mustang «Мисс Детройт» пилотировал лейтенант Эрбен «Бен» Дрю, а второй самолёт пилотировал Уильям Д. Роджерс. Дрю рассказал после нападения, что им был уничтожен BV 222 Wiking. Он продолжал так считать, пока не связался с «Би-би-си» в 1974 году, чтобы снять документальный фильм, но ему сказали, что уничтоженный им самолёт на самом деле был BV 238 V1, проходивший лётные испытания на авиабазе на Шальзе.
Немецкие источники, частично основанные на показаниях местных жителей и сотрудников Blohm & Voss, утверждают, что BV 238 V1 был обнаружен Королевскими ВВС Великобритании между 23 и 26 апреля 1945 года. Как сообщается, военное командование стран антигитлеровской коалиции было обеспокоены тем, что Адольф Гитлер мог использовать этот самолёт, чтобы сбежать в Южную Америку, и поэтому вскоре последовало нападение. Самолёт был атакован самолётами Hawker Typhoon или Hawker Tempest. От обстрела двигатели загорелись, и самолёт сгорел и затонул. По словам британцев, нападение произошло 4 мая 1945 года.
После войны остатки этой машины и недостроенных V2 и V3 были разобраны и сданы на слом в 1947/48 годах.

### Модификации
BV 238 V1
Единственный завершённый прототип
BV 238-Land
Самолёт наземного базирования
BV 250
Наземный вариант BV 238 для использования в качестве самолёта морской разведки дальнего радиуса действия.

## Параметры (BV 238A-02 (V6))
Источник данных: Aircraft of the Third Reich Vol.1, Blohm & Voss Bv 222 "Wiking" – Bv 238<ref>Nowarra, 1997, p. 47.

Технические характеристики
- Экипаж: около 12 чел.
- Длина: 43,35 м
- Размах крыла: 60,17 м
- Высота: 12,8 м
- Площадь крыла: 360,16 м²
- Масса пустого: 54 780 кг
- Нормальная взлётная масса: 90 000 кг для разведывательных миссий, 95 000 кг для бомбардировочных.
- Максимальная взлётная масса: 100 000 кг
- Силовая установка: 6 ×  Daimler-Benz DB 603G, 12-цилиндровые V-образные двигатели
- Мощность двигателей: 6 × 1 900 л.с. (взлётная), 1 560 л.с. на 7375 м (6 × 1 417 кВт (взлётная), 1 163 л.с. на 7375 м)
- Воздушный винт: трёхлопастные, фиксированного шага

Лётные характеристики
- Максимальная скорость: 350 км/ч (при весе 60 000 кг на уровне моря), 425 км/ч при том же весе на 6 000 м
- Скорость сваливания: * посадочная: 143 км/ч
- Практическая дальность: 6 620 км (на 365 км/ч при 92 000 кг на 2 000 м)
- Практический потолок: 7 300 м
- Нагрузка на крыло: 261 кг/м²

Вооружение
- Стрелково-пушечное: |  | Этот раздел нужно дополнить. Пожалуйста, улучшите и дополните раздел. (13 ноября 2023) |
- Бомбы: 20 x 250-кг бомб SC 250 в крыльевых бомболюках и 4 x 1000-кг SC 1000 на внешних подвесках
- или 2 x 1200-кг торпеды LD 1200 на внешних подвесках
- или 4 x управляемых планирующих бомбы Henschel Hs 293 на внешних подвесках (при наличии передатчика управления FuG 203 Kehl)
- или 2 x 1000-кг планирующих бомбы BV 143 на внешних подвесках

## Эксплуатанты
Германия
- Люфтваффе: единственный достроенный из трёх прототипов BV 238 V1 (RO + EZ) в период прохождения лётных испытаний был уничтожен авианалётом авиации противника в апреле 1944 года.